# براندون باريس
براندون باريس هو مغني كندي، ولد في 11 نوفمبر 1971.

## معرض صور

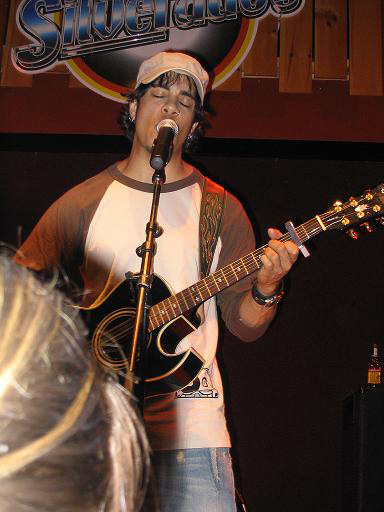
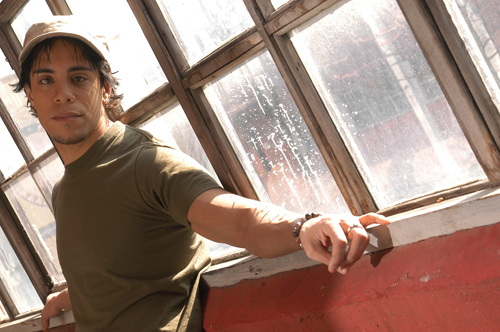
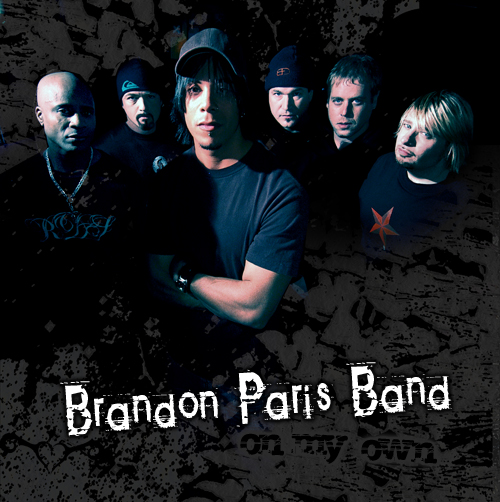

## وصلات خارجية
- الموقع الرسمي
- براندون باريس على موقع IMDb (الإنجليزية)
- براندون باريس على موقع ميوزك برينز (الإنجليزية)